# Philodendron minarum
Philodendron minarum är en kallaväxtart som beskrevs av Adolf Engler. Philodendron minarum ingår i släktet Philodendron och familjen kallaväxter. Inga underarter finns listade.